# Заре навстречу (фильм)
«Заре навстречу» — советский фильм 1959 года режиссёра Татьяны Лукашевич, снятый по одноимённому автобиографичному роману В. М. Кожевникова.

## Сюжет
Действие фильма разворачивается в провинциальном сибирском городе, на фоне событий 1917 года.
Герой фильма — мальчик Тима Сапожков, сын политических ссыльных, становится свидетелем или невольным участником происходящих событий.
Его родители — врач Пётр Сапожков и его жена Варя, большевики, ведущие и в ссылке революционную пропаганду и агитацию. После Февральской революции они бегут из ссылки, но партия большевиков по-прежнему вне закона, им грозит арест, и родители скрываются оставив сынишку Тиму на попечение друзьям. Стремясь поймать родителей Тимы, охранка устанавливает за ребенком слежку, и доверчивый Тима, сам того не ведая, выдает шпику бежавших из ссылки родителей. Охранка арестовывает родителей Тимы, а мальчика отправляют в сиротский приют. Но происходящая Октябрьская революция открывает двери тюрьмы, родители находят Тимку, чтобы больше не расставаться.

## В ролях
- Владимир Мазаев — Тима Сапожков
- Юрий Яковлев — Пётр Григорьевич Сапожков
- Татьяна Конюхова — Варвара Николаевна Сапожкова
- Евгений Самойлов — Георгий Семёнович Савич
- Ирина Скобцева — Софья Александровна Савич
- Олег Жаков — Василий Павлович Рыжиков
- Афанасий Кочетков — Алексей Филиппович Кудров
- Станислав Чекан — Капелюхин
- Гарри Дунц — Ян Витол
- Георгий Черноволенко — Осип Давыдович Изаксон
- Юлия Севела — Эсфирь
- Иван Кузнецов — Мустафа
- Александр Лебедев — Никифоров
- Пётр Савин — Егоров, солдат
- Борис Новиков — маляр
- Алексей Жильцов — Пичугин
- Андрей Тутышкин — Грацианов
- Павел Шпрингфельд — Авдеев
- Валериан Казанский — Пантелей Золотарёв
- Юрий Леонидов — сын Золотарёва
- Георгий Георгиу — Дависон
- Паша Борискин — Тимка
- Вячеслав Гостинский — начальник контрразведки
- Владимир Гуляев — Фёдор, ссыльный

## Съёмки
Место съёмок — город Пермь, например, виден Дом Мешкова.
Роль в фильме Юрия Яковлева — одна из ранних, вторая главная в кинокарьере, и имела для него особое значение: годом ранее он, снявшись в главной роли в очень успешном фильме «Идиот», будучи подвергнут критике отказался от съемок во второй его части (а без его участия режиссёр отказался её снимать), и считая, что «кино отвергло меня на уровне высших авторитетов!», находился в тяжёлом душевном состоянии, однако, всё-таки согласился на съёмку когда его пригласила на роль в фильме режиссёр Татьяна Лукашевич — «Я помчался в Пермь, начал сниматься».

## Критика
Из 140 ролей актёра Юрия Яковлева роль в фильме «Заре навстречу» стала одним из самых ярких созданных им образов.
Киноведами отмечалось, что режиссёр Татьяна Лукашевич этим фильмом вернулась к началу своей работы — четверть века назад её первым фильмом был «Гаврош», и здесь она снова взяла тему «дети и революция», но решила её «на ином историческом и драматургическом материале, в ином стилистическом ключе», при этом, несмотря на сложность экранизации, осложняемой необходимостью показать события через судьбу и душу ребёнка, режиссёр смогла не пойти по пути иллюстративности страниц романа.

Свободный от «железной» композиционной и изобразительной выстроенности «Гавроша» и нравоучительной назидательности «Аттестата зрелости», фильм «Заре навстречу» стал одной из наиболее привлекательных работ Т. Лукашевич. Драматические эпизоды решены режиссером сурово и просто, без присущей порой режиссерской манере Т. Лукашевич мелодраматической аффектации.
Удача фильма в том, что каждый из его многочисленных персонажей имеет собственное лицо, человеческую индивидуальность. Ненавязчиво, с бытовой достоверностью, не разрушающей, однако, и не снимающей художественной правды характера, играют в фильме актеры. Наибольшей актерской удачей является, пожалуй, работа Ю. Яковлева.
— М. Павлова — Татьяна Лукашевич // сборник «20 режиссерских биографий». — Москва: Искусство, 1978. — 408 с. — стр. 134